# Rudolf von Renvers

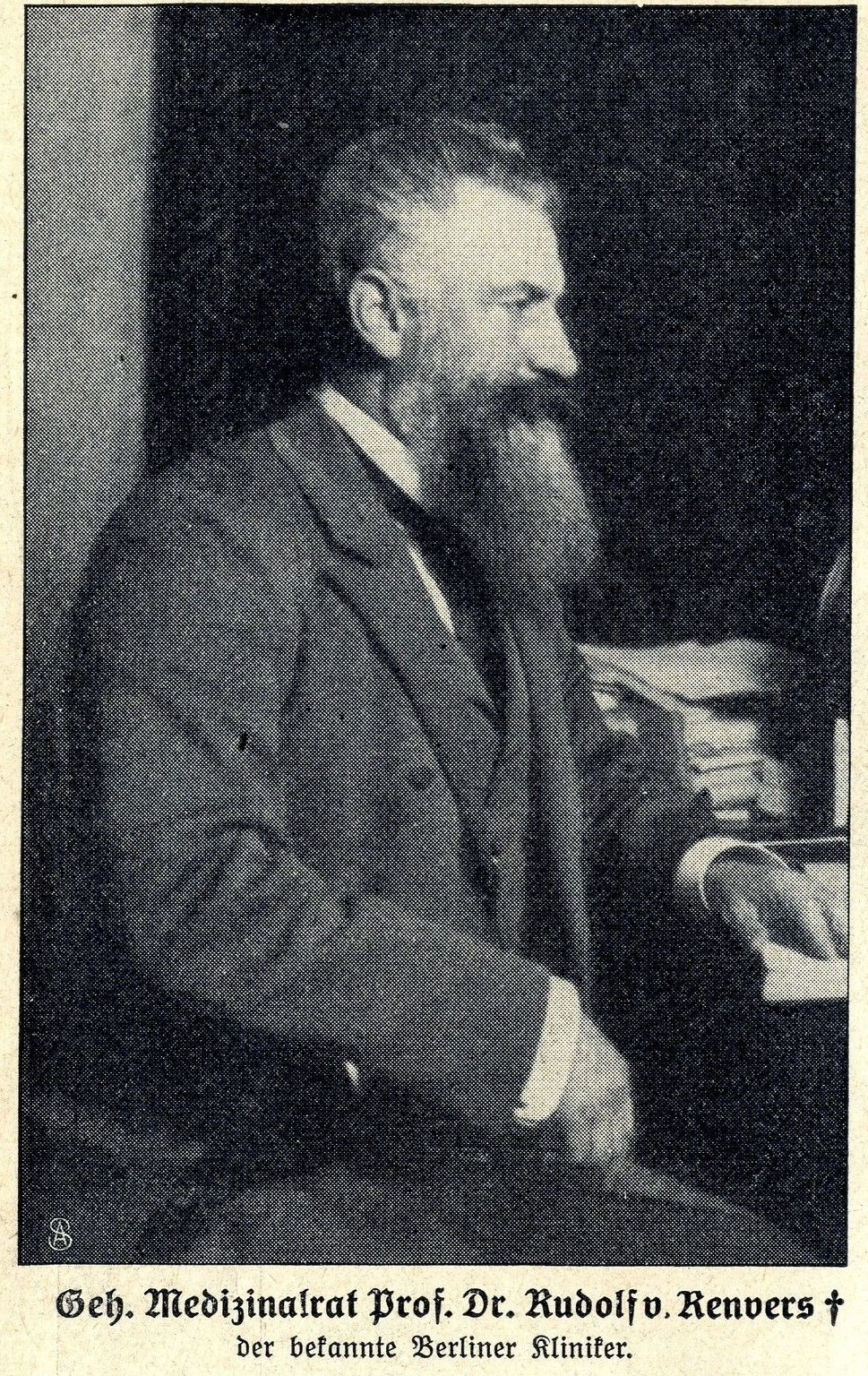
Rudolf von Renvers

Gerhard Victor Rudolf von Renvers (* 18. Februar 1854 in Aachen; † 22. März 1909 in Schöneberg) war ein deutscher Sanitätsoffizier.

## Leben
Die Eltern waren der Schuldirektor Prof. Ignatz Renvers (* 24. Oktober 1824 in Telgte/Westfalen; † 12. April 1904 in Trier) und Katharina Gertrud Seulen (* 25. April 1827 in Seulenhof bei Kempen; † 6. Januar 1901 in St. Tönis). Die Eltern hatten 1852 geheiratet.
Renvers absolvierte von 1871 bis 1875 eine militärärztliche Ausbildung am Berliner Medicinisch-chirurgischen Friedrich-Wilhelm-Institut. 1872 wurde er mit Berthold von Kern und Friedrich Loeffler im Pépinière-Corps Suevo-Borussia aktiv. 1875 wurde er mit einer Arbeit Über Gelenktuberkulose promoviert und 1877 approbiert. 
1881 heiratete Renvers in Reinerz Elisabeth Eggels, das Ehepaar hatte drei Töchter, Elsa, auch Ellen (* Weimar 1883), verheiratet mit dem Offizier Gotthard von Buch; Katharina (* 1886 in Berlin; † 1905 ebenda) und Dorothea (* 1908 in Berlin).
Im Militärdienst war er zunächst in Düsseldorf als Stabsarzt tätig und kehrte 1885 zum Friedrich-Wilhelm-Institut zurück. Von 1887 bis 1892 war er als Assistent von Ernst von Leyden an die Charité abkommandiert. Der Professorentitel wurde ihm 1891 oder 1892 verliehen. Als Generalarzt à la suite schied er 1893 aus dem Militärdienst aus. Danach war er Direktor des Krankenhauses Moabit tätig. Er wurde 1905 nobilitiert.
Renvers beschrieb die Influenza und die Influenzapneumonie. Er forschte im Militärdienst zur Pathologie des Herzens und über Gelbfieber, später insbesondere über den Verdauungsapparat. Er engagierte sich ebenfalls für die Weiterbildung von medizinischem und Pflegepersonal. 
Rudolf von Renvers starb 1909 im Alter von 55 Jahren in einer Privatklinik in Schöneberg. Sein Grab befindet sich auf dem dortigen Alten Domfriedhof der St.-Hedwigs-Gemeinde an der Liesenstraße.
Ludwig von Renvers war sein Bruder.